# Katalin Kiss
Dans le nom hongrois Kiss Katalin, le nom de famille précède le prénom, mais cet article utilise l’ordre habituel en français Katalin Kiss, où le prénom précède le nom.
Katalin Kiss est une joueuse hongroise de volley-ball née le 2 février 1979 à Szeged. Elle mesure 1,86 m et joue au poste d'attaquante. 

## Clubs
| Club                        | De        | À         |
| --------------------------- | --------- | --------- |
| Vértes Volán SE-Tatabánya   | 1998-1999 | 1998-1999 |
| NRK Nyíregyháza             | 1999-2000 | 2000-2001 |
| Pallavolo Marsala           | 2001-2002 | 2001-2002 |
| NRK Nyíregyháza             | 2002-2003 | 2002-2003 |
| Futura Volley Busto Arsizio | 2003-2004 | 2003-2004 |
| Kolback SVC                 | 2004-2005 | 2004-2005 |
| Iraklis Kifissias           | 2005-2006 | 2005-2006 |
| Ktissifon Paianias          | 2006-2007 | 2007-2008 |
| Panionios                   | 2008-2009 | 2009-2010 |
| AEK Athènes                 | 2010-2011 | 2012-2013 |
| Olympiakos Le Pirée         | 2013-2014 | 2013-2014 |
| Apollon Limassol            | 2015-2016 | …         |

## Palmarès
- Championnat de Hongrie
  - Vainqueur : 1999, 2000, 2001,  2003.
- Coupe de Hongrie
  - Vainqueur : 1999, 2000, 2001, 2003.
- Championnat de Grèce
  - Vainqueur : 2012, 2014.
  - Finaliste : 2013.
- Coupe de Grèce
  - Finaliste : 2013.